# ركوب الدراجات في الألعاب الأولمبية الصيفية 2024
تقام مسابقات ركوب الدراجات في دورة الألعاب الأولمبية الصيفية لعام 2024 في باريس في أربعة أماكن مختلفة ( جسر ايينا لسباقات الطريق وضد الزمن؛ فيلودروم دو سان كوينتين إن إيفلين لسباقات المضمار وسباق بي إم إكس؛ إيلانكور هيل للسباقات الجبلية، وميدان الكونكورد لسباق البي إم إكس الحر) من 27 يوليو إلى 11 أغسطس، ويضم 22 حدثًا في خمسة تخصصات.    
تم التنافس على فعاليات ركوب الدراجات في كل نسخة من الألعاب الأولمبية الصيفية منذ إحياء الأولمبياد الحديث في عام 1896، إلى جانب ألعاب القوى والجمباز الفني والمبارزة والسباحة .
وسيتنافس إجمالي 514 راكبًا في أولمبياد باريس 2024 بتقسيم متساوي بين الرجال والسيدات لأول مرة في تاريخ الرياضة، مما يحقق هدف المساواة بين الجنسين كأحد الأهداف التي صادق عليها الاتحاد الدولي للدراجات (UCI). بعد أن تم تحقيق ذلك بالفعل في ركوب الدراجات الجبلية، وسباقات بي إم إكس، وسباقات بي إم إكس الحرة في برنامج طوكيو 2020 ، تم إجراء العديد من التغييرات في سباقات الدراجات على الطرق والمضمار، مع نقل بعض حصص الرجال لتكون حصص خاصة بالسيدات ومع عدد الدراجين في سباق السيدات. زيادة سباق الفريق من اثنين إلى ثلاثة. وفقًا لتوصيات أجندة اللجنة الأولمبية الدولية لعام 2020، سيكون عدد أماكن ركوب الدراجات في هذه الألعاب أقل بأربعة عشر مكانًا من تلك الموجودة في عام 2020، وهو تخفيض يؤثر على سباقات الطرق وركوب الدراجات الجبلية. ومع ذلك، فإن توزيع مكان إضافي لركوب الدراجات على المضمار وستة في سباقات البي إم إكس الحرة، مع زيادة عدد الرياضيين المتنافسين في منافسات الرجال والسيدات من تسعة إلى اثني عشر، يبطل جزئيًا الانخفاض المعتدل في أماكن ركوب الدراجات المتوفرة في هذه الألعاب. 
على الرغم من التخفيض في الحصص، سيشهد ركوب الدراجات إجمالي 22 حدث ميدالية عبر خمسة تخصصات، على غرار تنسيق برنامج 2020.  تعقد فعاليات ركوب الدراجات على طوال الأيام بين حفلي الافتتاح والختام، ستشهد باريس 2024 بعض التغييرات في الجدولة على عكس النسخة السابقة؛ ومن ثم، سيتم منح الفائزين بميداليات سباقات ضد الزمن للرجال والسيدات في اليوم الأول من المسابقة. 
لركوب الدراجات على الطرق، كان هناك مكان تدريب خاص، Polygone de Vincennes [الإنجليزية] ، لذلك لم يكن راكب الدراجة يعتمد على طرق باريس (المزدحمة). 